# Hal Pereira
Pour les articles homonymes, voir Pereira.
Hal Pereira est un chef décorateur (directeur artistique et production designer) américain, né le 29 avril 1905 à Chicago (Illinois), mort le 17 décembre 1983 à Los Angeles (Californie).

## Biographie
Hal Pereira a travaillé, parmi beaucoup d'autres, avec Fritz Lang, Cecil B. DeMille, Alfred Hitchcock, John Ford, Billy Wilder, Howard Hawks, Anthony Mann, Jerry Lewis. Il a été nommé vingt-trois fois aux Oscars et en a obtenu un pour La Rose tatouée en 1955.

## Filmographie
- 1944 : Quatre Flirts et un cœur (And the Angels Sing)
- 1944 : Assurance sur la mort (Double Indemnity)
- 1944 : Espions sur la Tamise (Ministry of Fear)
- 1944 : Le bonheur est pour demain (And Now Tomorrow)
- 1945 : A Medal for Benny
- 1945 : You Came Along
- 1946 : La Mélodie du bonheur (Blue Skies)
- 1950 : The Goldbergs (en)
- 1951 : La Mère du marié (The Mating Season)
- 1951 : Le Môme boule-de-gomme (The Lemon Drop Kid)
- 1951 : The Redhead and the Cowboy (en)
- 1951 : Ma fille n'est pas un ange (Dear Brat)
- 1951 : Bon sang ne peut mentir (That's My Boy)
- 1951 : Le Gouffre aux chimères (Ace in the Hole)
- 1951 : Pékin Express de William Dieterle
- 1951 : La Part du jeu (Darling, How Could You!)
- 1951 : Le Choc des mondes (When Worlds Collide)
- 1951 : Si l'on mariait papa (Here Comes the Groom)
- 1951 : Histoire de détective (Detective Story)
- 1951 : Montagne rouge (Red Mountain)
- 1951 : Duel sous la mer (Submarine Command)
- 1951 : La Ville d'argent (Silver City)
- 1951 : Espionne de mon cœur (My Favorite Spy)
- 1951 : Rhubarb, le chat millionnaire
- 1952 : L'Ivresse et l'Amour (Something to Live For)
- 1952 : Sous le plus grand chapiteau du monde (The Greatest Show on Earth)
- 1952 : La Polka des marins (Sailor Beware)
- 1952 : Aaron Slick from Punkin Crick
- 1952 : My Son John
- 1952 : Le Vol du secret de l'atome (The Atomic City)
- 1952 : Les Rivaux du rail (Denver and Rio Grande)
- 1952 : Parachutiste malgré lui (Jumping Jacks)
- 1952 : Le Fils de visage pâle (Son of Paleface)
- 1952 : Un amour désespéré (Carrie)
- 1952 : C'est toi que j'aime (Somebody Loves Me)
- 1952 : Le Trésor des Caraïbes (Caribbean)
- 1952 : Le Fils de Géronimo (The Savage)
- 1952 : Pour vous, mon amour (Just for You)
- 1952 : Maître après le diable (Hurricane Smith)
- 1952 : Le Cran d’arrêt (The Turning Point) de William Dieterle
- 1952 : En route pour Bali (Road to Bali)
- 1952 : Reviens petite Sheba (Come Back, Little Sheba)
- 1952 : Le Cabotin et son compère (The Stooge)
- 1953 : Sous les tropiques (Tropic Zone)
- 1953 : Les Dégourdis de la M.P. (Off Limits)
- 1953 : Les étoiles chantent (The Stars Are Singing)
- 1953 : The Girls of Pleasure Island
- 1953 : Les Bagnards de Botany Bay (Botany Bay)
- 1953 : Courrier pour la Jamaïque (Jamaica Run)
- 1953 : L'Homme des vallées perdues (Shane)
- 1953 : Fais-moi peur (Scared Stiff)
- 1953 : Sangaree
- 1953 : Stalag 17
- 1953 : La Ville sous le joug (The Vanquished)
- 1953 : Le Triomphe de Buffalo Bill (Pony Express)
- 1953 : Houdini le grand magicien (Houdini)
- 1953 : La Guerre des mondes (The War of the Worlds)
- 1953 : Le Sorcier du Rio Grande (Arrowhead)
- 1953 : Amour, délices et golf (The Caddy)
- 1953 : Vacances romaines (Roman Holiday)
- 1953 : Le Petit Garçon perdu (Little Boy Lost)
- 1953 : Those Redheads from Seattle
- 1953 : Il y aura toujours des femmes (Here Come the Girls)
- 1953 : Vol sur Tanger (Flight to Tangier)
- 1953 : Un galop du diable (Money from Home)
- 1954 : Alaska Seas (en)
- 1954 : L'Appel de l'or (Jivaro)
- 1954 : L'Éternel féminin (Forever Female)
- 1954 : Quand le marabunta gronde (The Naked Jungle)
- 1954 : Jarretières rouges (Red Garters)
- 1954 : La Grande Nuit de Casanova (Casanova's Big Night)
- 1954 : Un grain de folie (Knock on Wood)
- 1954 : La Piste des éléphants (Elephant Walk)
- 1954 : Le Secret des Incas (Secret of the Incas)
- 1954 : Romance sans lendemain (About Mrs. Leslie)
- 1954 : C'est pas une vie, Jerry (Living It Up)
- 1954 : Fenêtre sur cour (Rear Window)
- 1954 : Sabrina
- 1954 : Noël blanc (White Christmas)
- 1954 : Une fille de la province (The Country Girl)
- 1954 : Le clown est roi (3 Ring Circus)
- 1954 : Les Ponts de Toko-Ri (The Bridges at Toko-Ri)
- 1955 : Strategic Air Command, d'Anthony Mann
- 1955 : La Conquête de l'espace (Conquest of Space), de Byron Haskin
- 1955 : À l'ombre des potences (Run for Cover), de Nicholas Ray
- 1955 : Hell's Island
- 1955 : Horizons lointains (The Far Horizons)
- 1955 : Mes sept petits chenapans (The Seven Little Foys)
- 1955 : La Cuisine des anges (We're No Angels)
- 1955 : La Main au collet (To Catch a Thief)
- 1955 : Un pitre au pensionnat (You're Never Too Young)
- 1955 : The Girl Rush
- 1955 : Mais qui a tué Harry ? (The Trouble with Harry)
- 1955 : La Maison des otages (The Desperate Hours)
- 1955 : Une femme extraordinaire (Lucy Gallant)
- 1955 : Artistes et Modèles (Artists and Models)
- 1955 : La Rose tatouée (The Rose Tattoo)
- 1955 : Le Bouffon du roi (The Court Jester)
- 1956 : The Birds and the Bees
- 1956 : L'Homme qui en savait trop (The Man Who Knew Too Much)
- 1956 : Énigme policière (The Scarlet Hour) de Michael Curtiz
- 1956 : Quadrille d'amour (Anything Goes)
- 1956 : Si j'épousais ma femme (That Certain Feeling)
- 1956 : The Leather Saint
- 1956 : Un magnifique salaud (The Proud and Profane)
- 1956 : Le Trouillard du Far West (Pardners)
- 1956 : Le Roi des vagabonds (The Vagabond King)
- 1956 : The Search for Bridey Murphy
- 1956 : Les Dix Commandements (The Ten Commandments)
- 1956 : La Neige en deuil (The Mountain)
- 1956 : Un vrai cinglé de cinéma (Hollywood or Bust)
- 1956 : Le Faiseur de pluie (The Rainmaker)
- 1957 : Terre sans pardon (Three Violent People)
- 1957 : Drôle de frimousse (Funny Face)
- 1957 : Williamsburg: The Story of a Patriot
- 1957 : Règlements de comptes à O.K. Corral (Gunfight at the O.K. Corral)
- 1957 : Le Délinquant involontaire (The Delicate Delinquent)
- 1957 : L'Ingrate Cité (Beau James)
- 1957 : Amour frénétique (Loving You)
- 1957 : Jicop le proscrit (The Lonely Man)
- 1957 : Les Amours d'Omar Khayyam (Omar Khayyam)
- 1957 : Sally (série TV)
- 1957 : Le Pantin brisé (The Joker Is Wild)
- 1957 : À deux pas de l'enfer (Short Cut to Hell)
- 1957 : Le Virage du diable (The Devil's Hairpin)
- 1957 : Du sang dans le désert (The Tin Star)
- 1957 : Flamenco (Spanish Affair)
- 1957 : Hear Me Good
- 1957 : P'tite Tête de troufion (The Sad Sack)
- 1957 : Car sauvage est le vent
- 1958 : Désir sous les ormes (Desire Under the Elms)
- 1958 : Le Chouchou du professeur (Teacher's Pet)
- 1958 : St. Louis Blues
- 1958 : Sueurs froides (Vertigo)
- 1958 : The Space Children
- 1958 : Vague en chaleur (Hot Spell)
- 1958 : The Colossus of New York
- 1958 : Bagarres au King Créole (King Creole)
- 1958 : Trois Bébés sur les bras (Rock-a-Bye Baby)
- 1958 : La Meneuse de jeu (The Matchmaker)
- 1958 : L'Orchidée noire (The Black Orchid)
- 1958 : As Young as We Are
- 1958 : Les Monstres sur notre planète (I Married a Monster from Outer Space)
- 1958 : Le Kid en kimono (The Geisha Boy)
- 1958 : La Péniche du bonheur (Houseboat)
- 1958 : Tueurs de feux à Maracaibo (Maracaibo)
- 1958 : Les Boucaniers (The Buccaneer)
- 1959 : Dans la souricière (The Trap)
- 1959 : The Young Captives (en)
- 1959 : Le Bourreau du Nevada (The Hangman)
- 1959 : Millionnaire de cinq sous (The Five Pennies)
- 1959 : Une espèce de garce (That Kind of Woman)
- 1959 : Ne tirez pas sur le bandit (Alias Jesse James)
- 1959 : Tiens bon la barre, matelot (Don't Give Up the Ship)
- 1959 : Le Dernier Train de Gun Hill (Last Train from Gun Hill)
- 1959 : La Vie à belles dents (But Not for Me)
- 1959 : En lettres de feu (Career)
- 1959 : Violence au Kansas (The Jayhawkers!)
- 1959 : Li'l Abner
- 1959 : Destination Space (TV)
- 1959 : The Rebel (en) (série télévisée)
- 1959 : Bonanza ("Bonanza" (2) (série TV)
- 1960 : La Diablesse en collant rose (Heller in Pink Tights)
- 1960 : Mince de planète (Visit to a Small Planet)
- 1960 : Un scandale à la cour (A Breath of Scandal)
- 1960 : Walk Like a Dragon
- 1960 : Les Pièges de Broadway (The Rat Race)
- 1960 : Le Dingue du palace (The Bellboy)
- 1960 : C'est arrivé à Naples (It Started in Naples)
- 1960 : Café Europa en uniforme (G.I. Blues)
- 1960 : Cendrillon aux grands pieds (Cinderfella)
- 1961 : Hold-up au quart de seconde (Blueprint for Robbery)
- 1961 : Il a suffi d'une nuit (All in a Night's Work)
- 1961 : La Vengeance aux deux visages (One-Eyed Jacks)
- 1961 : La Doublure du général (On the Double)
- 1961 : The Pleasure of His Company
- 1961 : Le Tombeur de ces dames (The Ladies Man)
- 1961 : Love in a Goldfish Bowl
- 1961 : Diamants sur canapé (Breakfast at Tiffany's)
- 1961 : Été et Fumées (Summer and Smoke)
- 1961 : Sous le ciel bleu de Hawaï (Blue Hawaii)
- 1961 : Le Zinzin d'Hollywood (The Errand Boy)
- 1961 : La Ballade des sans-espoir (Too Late Blues) de John Cassavetes
- 1961 : Milliardaire pour un jour (Pocketful of Miracles)
- 1962 : Ma geisha (My Geisha)
- 1962 : Trahison sur commande (The Counterfeit Traitor)
- 1962 : L'Homme qui tua Liberty Valance (The Man Who Shot Liberty Valance)
- 1962 : Les Fuyards du Zahrain (Escape from Zahrain)
- 1962 : Hatari ! (Hatari!)
- 1962 : Le Pigeon qui sauva Rome (The Pigeon That Took Rome)
- 1962 : L'enfer est pour les héros (Hell Is for Heroes)
- 1962 : Des filles... encore des filles (Girls! Girls! Girls!), de Norman Taurog
- 1962 : L'Increvable Jerry (It'$ Only Money)
- 1962 : L'Inconnu du gang des jeux (Who's Got the Action?)
- 1962 : Citoyen de nulle part (A Girl Named Tamiko)
- 1963 : Papa's Delicate Condition
- 1963 : Mes six amours et mon chien (My Six Loves) de Gower Champion
- 1963 : Le Plus Sauvage d'entre tous (Hud)
- 1963 : Docteur Jerry et Mister Love (The Nutty Professor)
- 1963 : T'es plus dans la course, papa ! (Come Blow Your Horn)
- 1963 : La Taverne de l'Irlandais (Donovan's Reef)
- 1963 : Le Divan de l'infidélité (Wives and Lovers)
- 1963 : La Fille à la casquette (A New Kind of Love)
- 1963 : Le Grand McLintock (McLintock)
- 1963 : L'Idole d'Acapulco (Fun in Acapulco)
- 1963 : Un chef de rayon explosif (Who's Minding the Store?)
- 1963 : Who's Been Sleeping in My Bed?
- 1963 : Une certaine rencontre (Love with the Proper Stranger)
- 1964 : Condamné à être pendu (Law of the Lawless)
- 1964 : Le Tueur de Boston (The Strangler)
- 1964 : Les Ambitieux (The Carpetbaggers)
- 1964 : La diligence partira à l'aube (Stage to Thunder Rock)
- 1964 : For Those Who Think Young (en)
- 1964 : Robinson Crusoé sur Mars (Robinson Crusoe on Mars)
- 1964 : Une femme dans une cage (Lady in a Cage)
- 1964 : Jerry souffre-douleur (The Patsy)
- 1964 : La Maison de madame Adler (A House Is Not a Home)
- 1964 : Where Love Has Gone
- 1964 : L'Homme à tout faire (Roustabout)
- 1964 : Jerry chez les cinoques (The Disorderly Orderly)
- 1965 : Young Fury
- 1965 : L'Enquête (Sylvia)
- 1965 : Le Proscrit (Branded) (série TV)
- 1965 : Harlow, la blonde platine (Harlow)
- 1965 : Chatouille-moi (Tickle Me)
- 1965 : Les Quatre Fils de Katie Elder (The Sons of Katie Elder)
- 1965 : Les Tontons farceurs (The Family Jewels)
- 1965 : L'Espion qui venait du froid (The Spy Who Came in from the Cold)
- 1965 : Quand parle la poudre (Town Tamer)
- 1965 : Billie (en)
- 1965 : Ligne rouge 7000 (Red Line 7000)
- 1965 : Boeing Boeing
- 1965 : Trente Minutes de sursis (The Slender Thread)
- 1966 : La Statue en or massif (The Oscar)
- 1966 : Toute la ville est coupable (Johnny Reno)
- 1966 : Le Ranch maudit (The Night of the Grizzly)
- 1966 : The Last of the Secret Agents? (en)
- 1966 : Paradis hawaïen (Paradise, Hawaiian Style)
- 1966 : Nevada Smith
- 1966 : Waco
- 1966 : Propriété interdite (This Property Is Condemned), de Sydney Pollack
- 1966 : Une fille du tonnerre (The Swinger)
- 1966 : El Dorado
- 1967 : Fort Bastion ne répond plus (Red Tomahawk)
- 1967 : La Nuit des assassins (Warning Shot)
- 1967 : Trois gars, deux filles... un trésor (Easy Come, Easy Go)
- 1967 : Good Times
- 1967 : Pieds nus dans le parc (Barefoot in the Park)
- 1967 : Chuka
- 1967 : Gros coup à Pampelune (The Caper of the Golden Bulls)
- 1967 : Trois Fantômes à la plage (The Spirit Is Willing)
- 1967 : Hostile Guns
- 1967 : Fort Utah
- 1967 : La Folle Mission du docteur Schaeffer (The President's Analyst) de Theodore J. Flicker (en)
- 1968 : Le Grand Chaparral (The High Chaparral (1967)) (série TV)
- 1968 : Will Penny, le solitaire (Will Penny)
- 1968 : Le Refroidisseur de dames (No Way to Treat a Lady)
- 1968 : Arizona Bushwhackers
- 1968 : Drôle de couple (The Odd Couple)
- 1968 : El Gringo (Blue)
- 1968 : Project X